# Fehrbelliner Reitermarsch
Fehrbelliner Reitermarsch eller Kaiser-Wilhelm-Marsch är en preussisk-tysk marsch gjord av Richard Henrion som används inom Försvarsmakten i Sverige, Bundeswehr i Tyskland och av Carabineros de Chile samt Granaderos de Chile.